# Estación de La Gavia

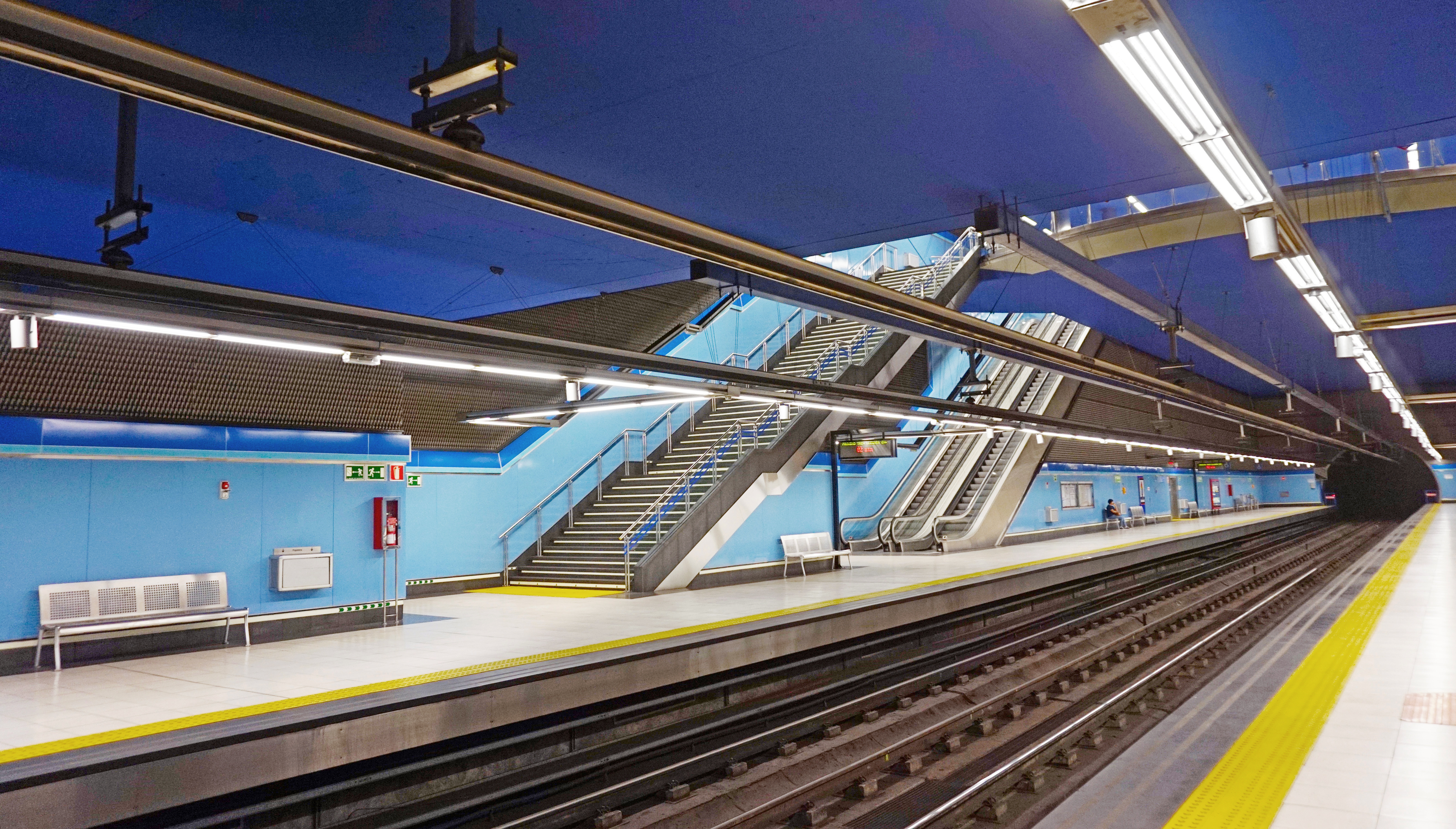
Andén de la estación

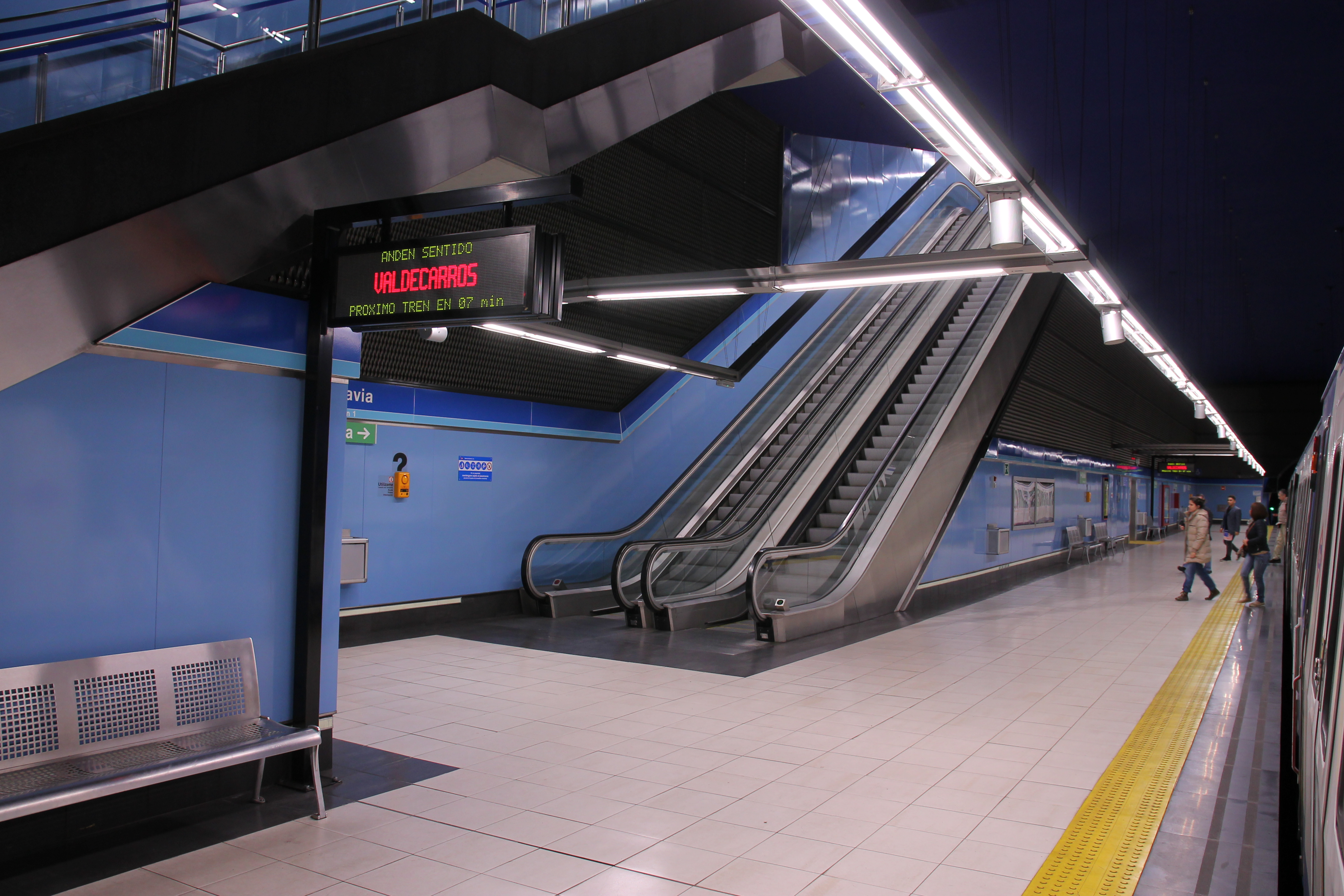
Andén de la estación

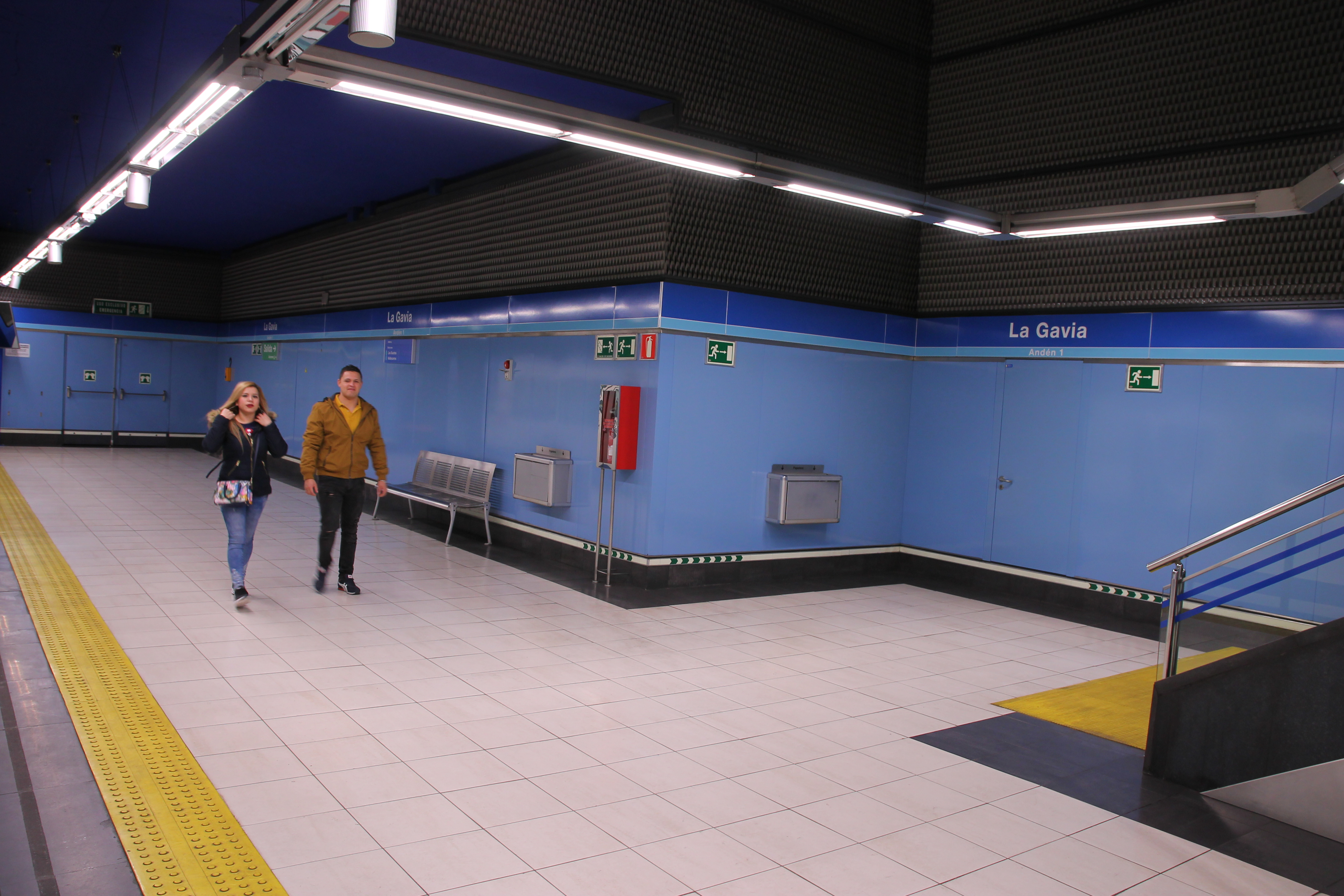
Andén de la estación

La Gavia es una estación de la línea 1 del metro de Madrid situada bajo la intersección de la avenida del Ensanche de Vallecas y la avenida de La Gavia, en el distrito de Villa de Vallecas, en Madrid.

## Historia
La estación fue inaugurada el 16 de mayo de 2007 junto con las estaciones de Las Suertes y Valdecarros. Hasta otoño de ese mismo año y debido a la poca densidad de vecinos en el barrio solo continuaban desde Congosto 1 de cada 3 trenes. Toma su nombre de la cercana avenida de La Gavia, que a su vez debe el suyo al Arroyo de La Gavia, el cual discurre bajo dicha avenida.
Desde el 24 de junio de 2023, y hasta el 14 de octubre, el tramo Nueva Numancia-Valdecarros permaneció cortado por obras. En su lugar se ha establecido un servicio sustitutivo de autobús.

## Accesos
Vestíbulo La Gavia
- Avda. Ensanche de Vallecas Avda. Ensanche de Vallecas (esquina C/ Alto de la Sartenilla, 2)
- Ascensor Avda. Ensanche de Vallecas (esquina C/ Alto de la Sartenilla, 2)

## Líneas y conexiones

### Metro
| << cabecera        | < estación | línea | estación >  | cabecera >> |
| ------------------ | ---------- | ----- | ----------- | ----------- |
| Pinar de Chamartín | Congosto   |       | Las Suertes | Valdecarros |

### Autobuses
| Diurnos   |                      |                                                |
| Línea     | Destino              | Parada                                         |
| 145       | Ensanche de Vallecas | 3979 METRO LA GAVIA (Av. Ensanche de Vallecas) |
| 145       | Conde de Casal       | 3980 METRO LA GAVIA (Av. Ensanche de Vallecas) |
| Nocturnos |                      |                                                |
| Línea     | Destino              | Parada                                         |
| N9        | Cibeles              | 3977 LA GAVIA-ENSANCHE DE VALLECAS             |
| N9        | Ensanche de Vallecas | 3979 METRO LA GAVIA (Av. Ensanche de Vallecas) |